# Кубок Чили по футболу 2011
Кубок Чили по футболу 2011 года (исп. Copa Chile 2011) — 32-й розыгрыш Кубка Чили по футболу.
Создателем этого формата является чилиец Леандро А. Шара.

## 1/4 финала
| Дата 1 матча | Дата 2 матча | Хозяева                   | Счёт 1 матча | Счёт 2 матча      | Гости            |
| ------------ | ------------ | ------------------------- | ------------ | ----------------- | ---------------- |
| 31.08.2011   | 03.09.2011   | Депортес Ла-Серена        | 2:1          | 1:0               | Депортес Икике   |
| 31.08.2011   | 03.09.2011   | Универсидад де Консепсьон | 2:1          | 5:2               | Уачипато         |
| 31.08.2011   | 03.09.2011   | Универсидад Католика      | 2:0          | 1:3 (по пен. 4:2) | Аудакс Итальяно  |
| 31.08.2011   | 04.09.2011   | Магальянес                | 0:1          | 3:0               | Сантьяго Морнинг |

## 1/2 финала
| Дата 1 матча | Дата 2 матча | Хозяева                   | Счёт 1 матча | Счёт 2 матча | Гости                |
| ------------ | ------------ | ------------------------- | ------------ | ------------ | -------------------- |
| 05.10.2011   | 09.10.2011   | Депортес Ла-Серена        | 0:1          | 0:3          | Магальянес           |
| 09.10.2011   | 13.10.2011   | Универсидад де Консепсьон | 0:1          | 4:5          | Универсидад Католика |

## Финал
| Дата 1 матча | Дата 2 матча | Хозяева              | Счёт 1 матча | Счёт 2 матча      | Гости      |
| ------------ | ------------ | -------------------- | ------------ | ----------------- | ---------- |
| 09.11.2011   | 16.11.2011   | Универсидад Католика | 0:1          | 1:0 (по пен. 4:2) | Магальянес |